# Бошинское сельское поселение
Бо́шинское сельское поселение — муниципальное образование в южной части Карачевского района Брянской области.
Административный центр — село Юрасово.
Образовано в результате проведения муниципальной реформы в 2005 году, путём слияния дореформенных Бошинского, Петровского и части Бережанского сельсовета.

## Население
| 2010  | 2011  | 2012  | 2013  | 2014  | 2015  | 2016  |
| ----- | ----- | ----- | ----- | ----- | ----- | ----- |
| 1282  | ↘1279 | ↘1239 | ↘1202 | ↘1156 | ↘1147 | ↘1133 |
| 2017  | 2018  | 2019  | 2020  | 2021  |       |       |
| ↘1131 | ↗1132 | ↘1055 | ↘1009 | ↘994  |       |       |

## Населённые пункты
| №  | Населённый пункт | Тип     | Население |
| -- | ---------------- | ------- | --------- |
| 1  | Юрасово          | село    | ↘445      |
| 2  | Алексеева        | деревня | ↘216      |
| 3  | Аксютина         | деревня | ↗2        |
| 4  | Бошино           | село    | ↘417      |
| 5  | Ганюки           | деревня | →1        |
| 6  | Гридина          | деревня | ↗2        |
| 7  | Дарьина          | деревня | ↘7        |
| 8  | Дюкарева         | деревня | →35       |
| 9  | Зеленино         | село    | ↘23       |
| 10 | Кареева          | деревня | ↘2        |
| 11 | Кривошеина       | деревня | ↘27       |
| 12 | Нечаева          | деревня | ↘5        |
| 13 | Петрова          | село    | ↗14       |
| 14 | Попкова          | деревня | →0        |
| 15 | Сабурова         | деревня | →1        |
| 16 | Соковнина        | деревня | →5        |

Законом Брянской области от 1 июля 2017 года № 47-З были упразднены населённые пункты как фактически не существующие в связи с переселением их жителей в другие населённые пункты:
- деревня Азарова;
- деревня Беляева;
- деревня Синичина.